# 關節注射
在醫學上，關節注射（英語：Joint injection）或關節內注射（英語：Intra-articular injection）是用來治療關節部位發炎性疾病的一種處置，比如類風濕性關節炎、乾癬性關節炎、痛風、肌腱炎、滑囊炎、腕隧道症候群，偶爾用於骨關節炎。將皮下注射針頭插入患部關節，注入一次劑量的一種抗炎性藥物，最常見的是皮質類固醇。玻尿酸由於其高黏度，有時可用來取代滑囊液，注入關節作為補充。這個技術也可用於從關節中抽走過多的關節液。

## 用於骨關節炎的療效
用於骨關節炎的病患，關節注射糖皮質素（例如氫羥腎上腺皮質素）可短期舒緩疼痛，持續時間約幾周到幾個月之間。與安慰劑相比，玻尿酸注射液對膝關節炎沒有助益，但會增加後續疼痛的風險。用於踝骨關節炎，相關證據尚不充足。高濃度血小板血漿的注射效果尚不明朗，有些研究認為可以改善功能，但不能改善疼痛，並且會增加風險。
2015年的考科藍文獻回顧發現膝關節內注射皮質類固醇不能改善生活品質，並且對膝關節間隙沒有幫助，由於其研究品質較差，無法確定其注射後1至6週的臨床效果。2015年的另一項研究報導了高劑量關節內注射皮質類固醇的不良反應，2017年的一項試驗，每12周注射去炎松持續2年，與安慰劑相比，發現會減少軟骨厚度。2018年的研究發現關節內注射去炎松與眼壓升高有關。

## 超音波導引
肌肉骨骼的標準介入程序包括回顧先前的醫學影像檢查、病患知情同意、適當的局部麻醉。通常建議使用高頻（大於 10 MHz）線形陣列超音波探頭，有時可能需要低頻曲線陣列探頭以觀察深層結構。超音波診斷檢查可能包括穿刺區域的彩色超音波，對於確認鄰近神經血管結構的關係十分重要。
舉例：超音波導引髖關節注射。